# إسناد خبري
الإسناد الخبري ضم كلمة أو ما يجري مجراها إلى أخرى، بحيث يفيد أن مفهوم إحداهما ثابت لمفهوم الأخرى، أو منفي عنه، وصدقه مطابقته للواقع، وكذبه عدمها، وقيل صدقه مطابقة للاعتقاد، وكذبه عدمها.